# Denstedter Straße
Die von Tiefurt nach Kromsdorf bzw. nach Denstedt von der Robert-Blum-Straße führende Denstedter Straße verläuft unmittelbar am Schlosspark von Tiefurt vorbei, dessen höchste Stelle die Vergilgrotte ist. Sie wird in Kromsdorf zur Weimarischen Straße und wieder zur Denstedter Straße um in Denstedt zur Karl-Marx-Straße zu werden. Dort trifft sie auf die Burg Denstedt. Für diese Seite ist sie eine wichtige Verbindung zwischen Denstedt bzw. Kromsdorf und Tiefurt. Ein von der Denstedter Straße mit wenigen Bäumen gesäumter Feldweg trifft auf das Webicht und im Wald letztlich auf die ehemalige Fasanerie. Die Bezeichnung für die Straße hat sie seit 1943.
Die Denstedter Straße steht mit ihrem Tiefurter Teil auf der Liste der Kulturdenkmale in Weimar (Ortsteile) bzw. auf der Liste der Kulturdenkmale in Tiefurt.
Es gibt übrigens auch einen Denstedter Weg in Apolda und zwischen Süßenborn und Kromsdorf. Über Letzteren gelangt man zum Speicher Kromsdorf.